# Cylindrocarpon ianthothele
Cylindrocarpon ianthothele är en svampart. Cylindrocarpon ianthothele ingår i släktet Cylindrocarpon och familjen Nectriaceae.

## Underarter
Arten delas in i följande underarter:
- majus
- rugulosum
- ianthothele